# آدم‌برفی

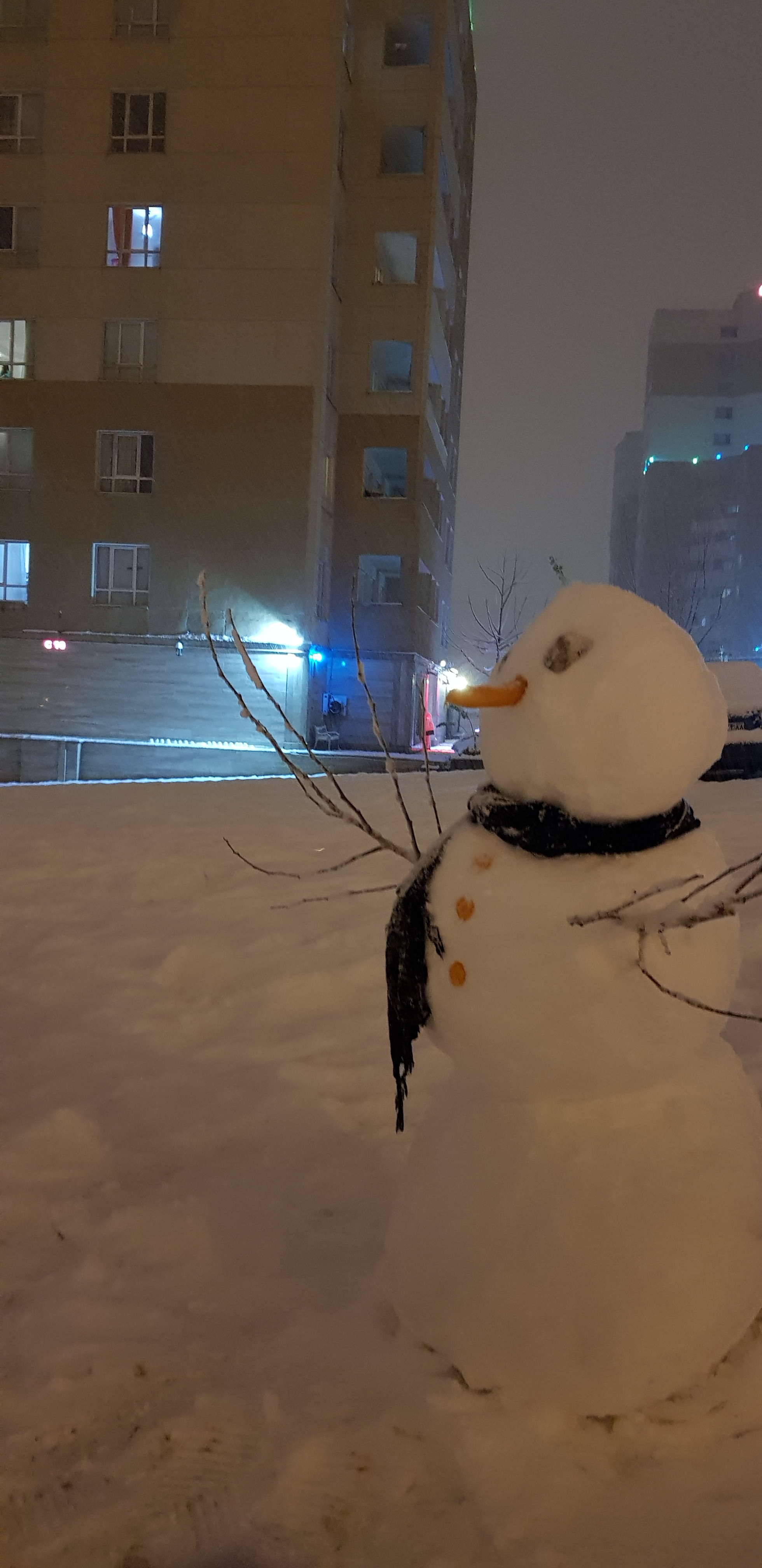
تصویری از یک آدم‌برفی در ژانویه ۲۰۱۸ تهران

آدَم‌بَرفی (به انگلیسی: Snowman) پیکره‌ای انسان‌مانند است که از برف ساخته می‌شود.

آدم‌برفی‌ها معمولاً از روی هم قرار دادن سه گلولهٔ برفی بزرگ درست می‌شوند. برای چشم‌های آدم‌برفی معمولاً دو قطعه زغال، برای بینی یک هویج و برای دهان تکه‌ای از شاخهٔ درختان استفاده می‌شود.

گاه، شالی هم بر گردن آدم‌برفی قرار می‌دهند. گاهی نیز جارویی در کنار او قرار می‌دهند که با این کار، کاری برای او متصور شوند.

## تاریخچه

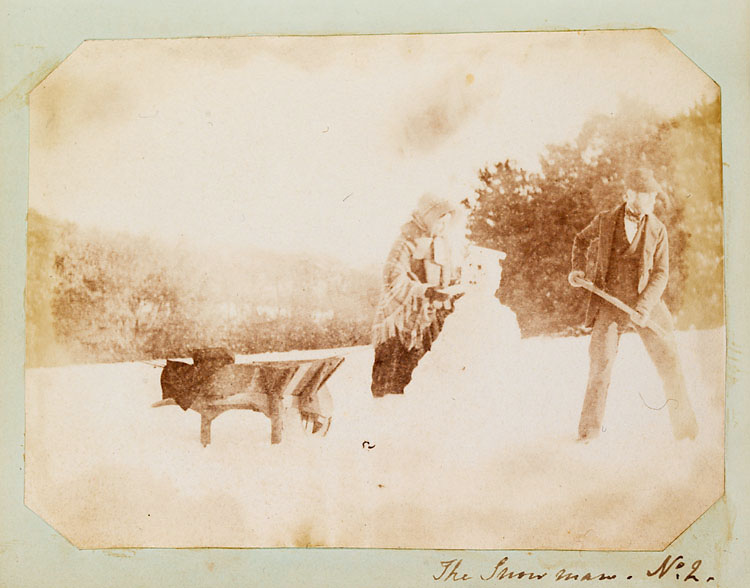
قدیمی‌ترین عکس شناخته شده از یک آدم‌برفی، حدود. ۱۸۵۳

معلوم نیست آدم‌ها از چه زمان به ساخت آدم‌برفی علاقه‌مند شدند اما باب اکشتاین نویسندهٔ تاریخ آدم‌برفی، با پژوهش در نمایشگاه‌های هنری در موزه‌های اروپایی، گالری‌های هنری و کتابخانه‌ها. مدارکی از ساخت آدم‌برفی در قرون وسطی آورده‌است. اولین مدارکی که پیدا کرد، تصویری در حاشیهٔ کتاب دعایی از سال ۱۳۸۰ بود که در کتابخانه ملی هلند در لاهه پیدا کرد. اولین عکس گرفته شده از یک آدم‌برفی مربوط به سال ۱۸۵۳ است که عکاس ولزی مری دیلون گرفته شده‌است، نسخه اصلی عکس در مجموعهٔ کتابخانه ملی ولز است.

## در رسانه‌ها
آدم‌برفی موضوع محبوب مشهوری برای دکوراسیون کریسمس و زمستان و همچنین در رسانه‌های کودکان است. یک شخصیت معروف آدم‌برفی، فراستی است، «فراستی د اسنومن» آدم‌برفی ترانه‌های محبوب کودکان، که بعدها از روی آن فیلم و برنامه‌های تلویزیونی ویژه کودکان ساخته شد، یک آدم‌برفی بود که با گذاشتن کلاه ابریشمی روی سرش زنده شد.
در فرهنگ غربی، آدم‌برفی نشانه‌ای از آغاز تعطیلات زمستانی بوده و بر روی کارت پستال‌ها نیز زیاد دیده می‌شود.
علاوه بر موسیقی و سایر رسانه‌های مرتبط برای فراستی، آدم‌برفی به موارد زیر هم اشاره می‌کند:
- آدم‌برفی (فیلم کوتاه)
- جک فراست (فیلم ۱۹۹۷)
- جک فراست (فیلم ۱۹۹۸)
- کالوین و هابز
- داستان آدم‌برفی نوشتهٔ :هانس کریستیان آندرسن
- داستانی از مجموعه دایره وحشت به نام «آگاه باش، آدم‌برفی» نوشتهٔ :آر.ال. استاین که در مورد یک آدم‌برفی هیولاست.
- فیلم منجمد محصول ۲۰۱۳ که یک آدم‌برفی زنده به نام اولاف در آرزوی دیدن تابستان است.

## داستان‌آدم غول پیکر و رکوردها
- در سال ۲۰۱۵ مردی از اهالی ایالت ویسکانسین به خاطر ساختن یک آدم‌برفی بزرگ به ارتفاع ۲۲ فوت و ۱۲ فوت عرض مورد توجه قرار گرفت.[۳]
- بزرگترین آدم‌برفی جهان المپیا اسنو[۴] نام دارد که به افتخار المپیا اسنو یک سناتور آمریکایی و نمایده مِین یکی از ایالت‌های نیو انگلند در شمال شرقی آمریکا نامگذاری شده‌است.[۵][۶]این آدم‌برفی ۳۷٫۲۱ متر ارتفاع دارد و برای ساخت چشم‌های آن از دسته‌گل‌های ۱٫۵ متری استفاده شده‌است. برای مژه‌های آن از چوب‌های اسکی و برای دستانش از درختان کاج استفاده شده. برای لب‌های آن از ۵ تایر رنگ کرده به رنگ قرمز و برای کلاهش از پارچه‌ای چهارگوش استفاده شده‌است. شال گردن قرمز رنگ ۹ متری نیز بر گردن او انداخته شده‌است.[۷]
- رکورد قبلی هم متعلق به یک آدم‌برفی بود که در بتل، میندر فوریه ۱۹۹۹ ساخته شد. آدم‌برفی به افتخار آنگوس کینگ سناتور ایالت مین، گنوس پادشاه کوهستان نامیده شد. ارتفاع آن ۳۴٫۶۲ متر و وزن آن ۴٬۰۸۰٬۰۰۰ کیلو بود.[۸]

## در یونیکد
- در یونیکد آدم‌برفی (☃) و کد آن U+2603 است.
- همچنین، نماد «SNOWMAN WITHOUT SNOW» (⛄)است؛ و کد آن U+26C4 است.
- علاوه بر این، نماد «BLACK SNOWMAN» (⛇) و کد آن U+26C7 است.

## نگارخانه

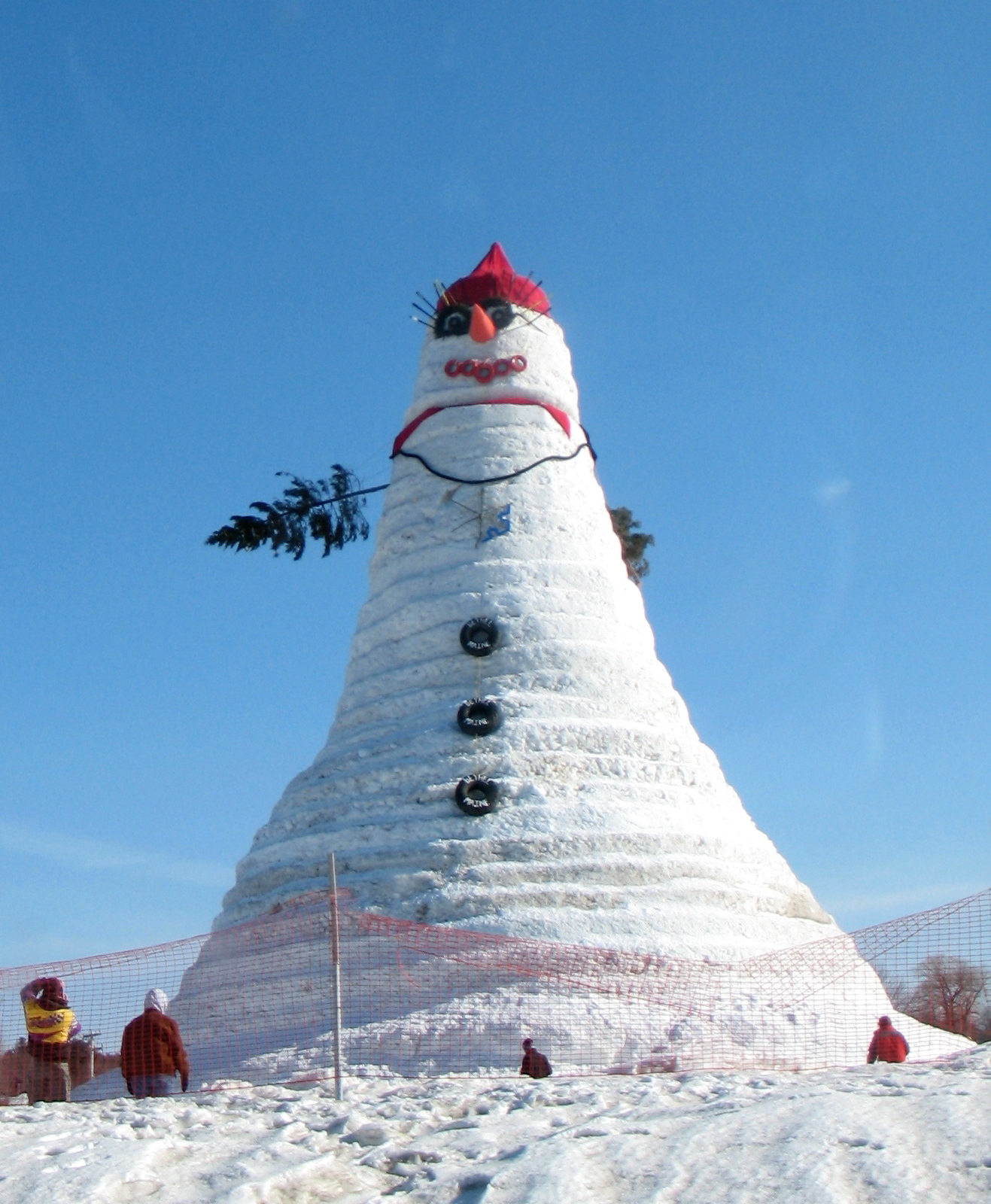
المپیا اسنو، بزرگ‌ترین آدم‌برفی جهان
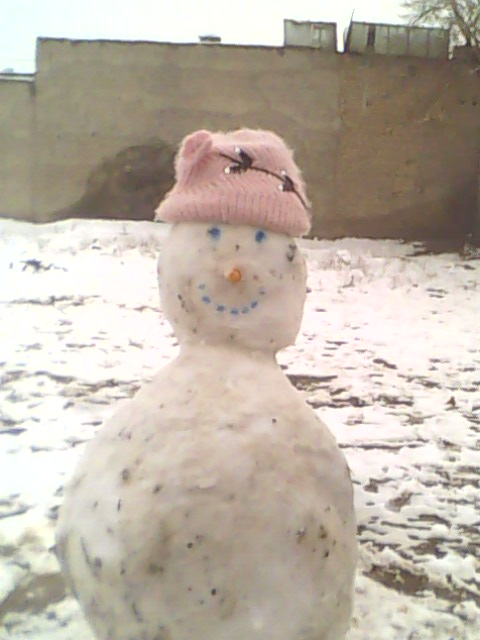
تصویری از یک آدم‌برفی در داودآبادنبور
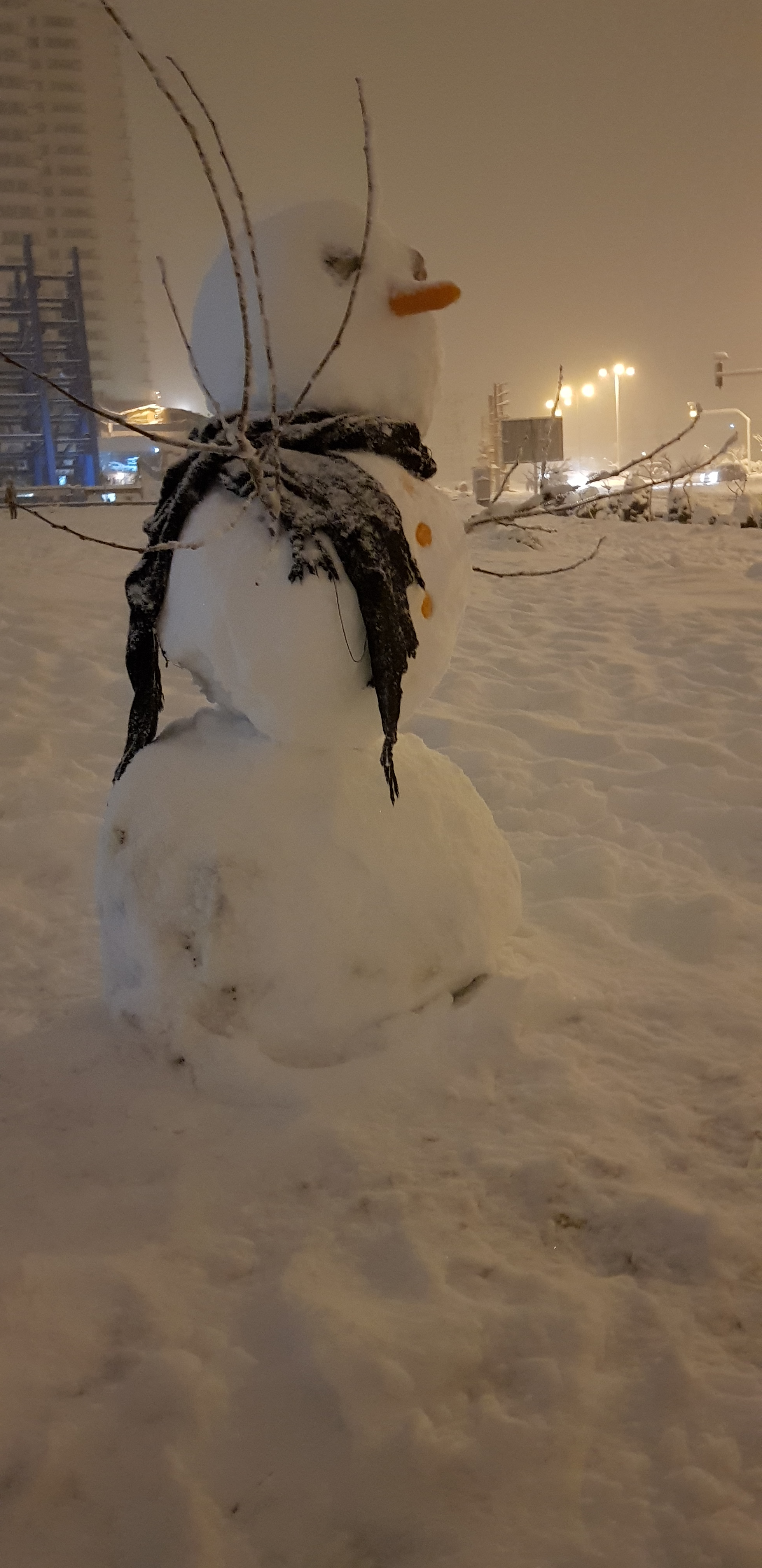
یک آدم‌برفی در ژانویه ۲۰۱۸ تهران
یک آدم‌برفی در ژانویه ۲۰۱۲ تهران
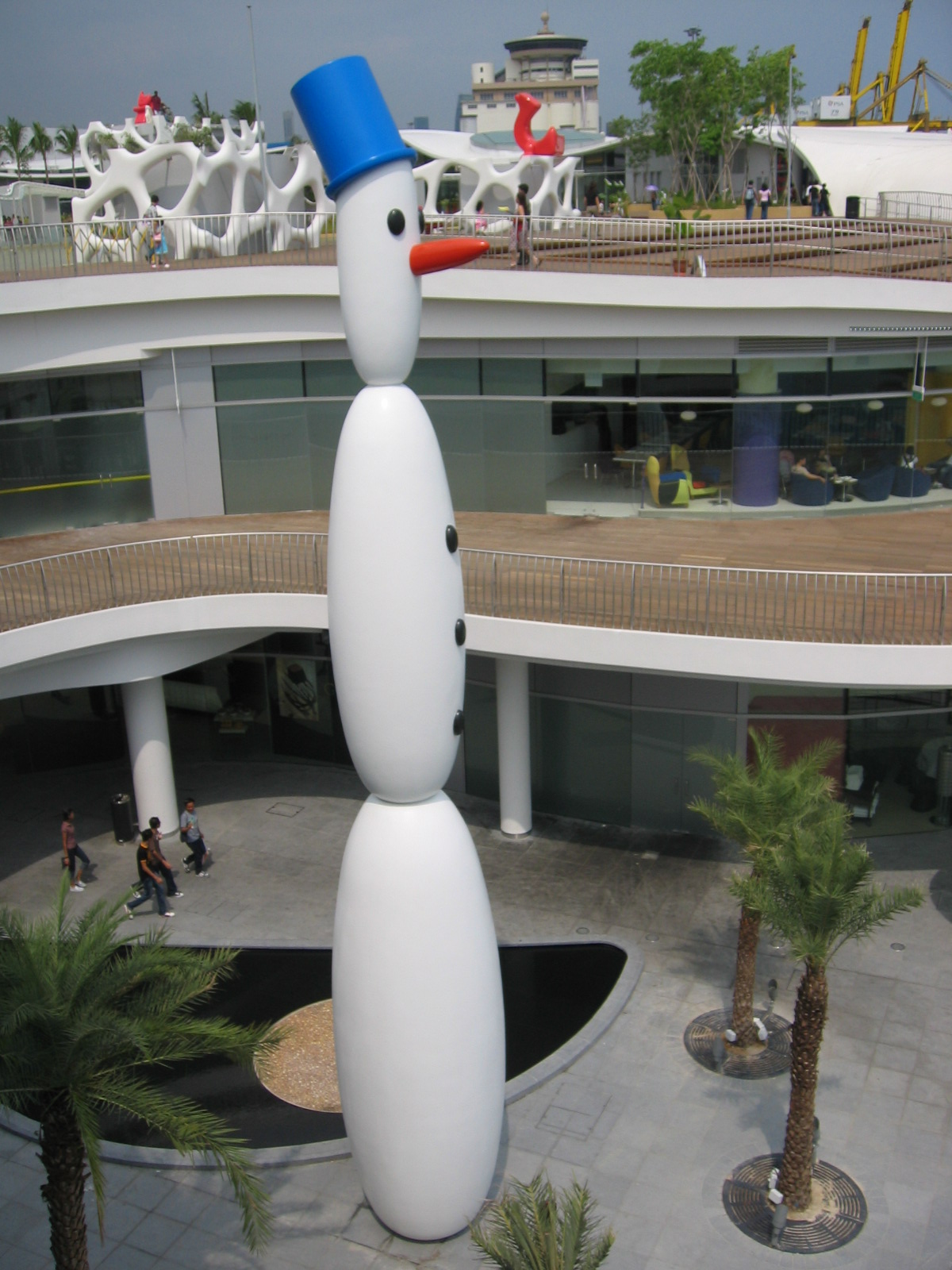
یک آدم‌برفی در ویوو سیتی، سنگاپور
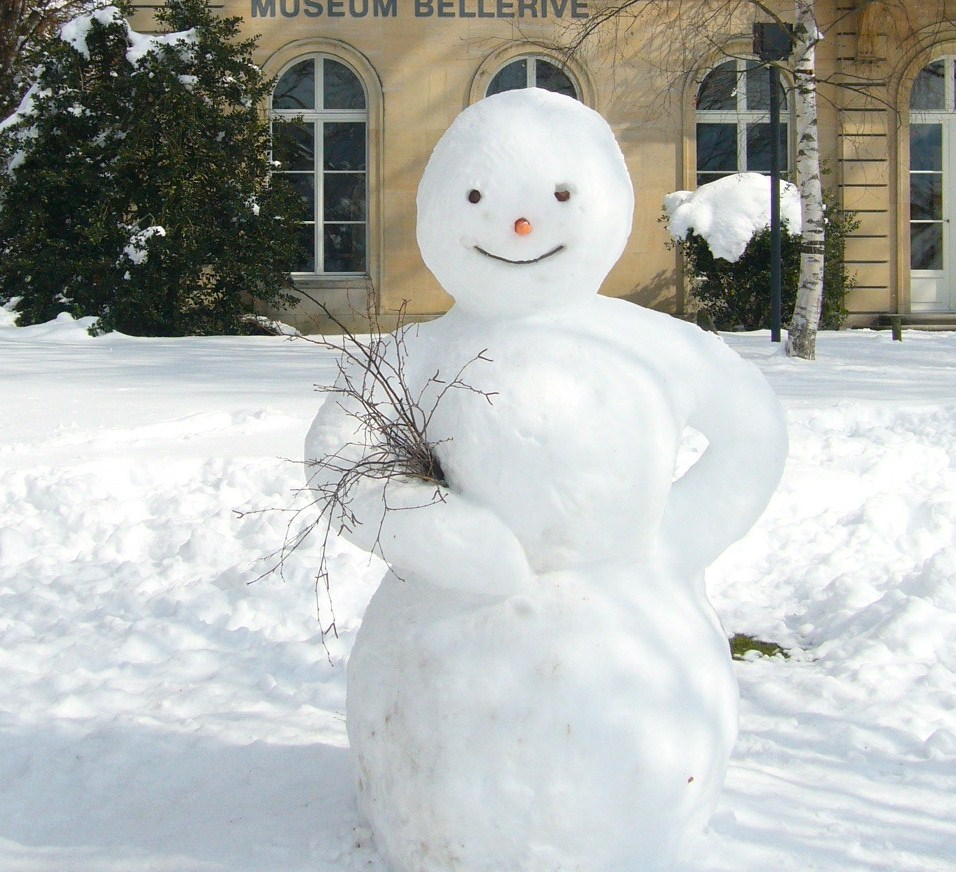
یک آدم‌برفی در زوریخ
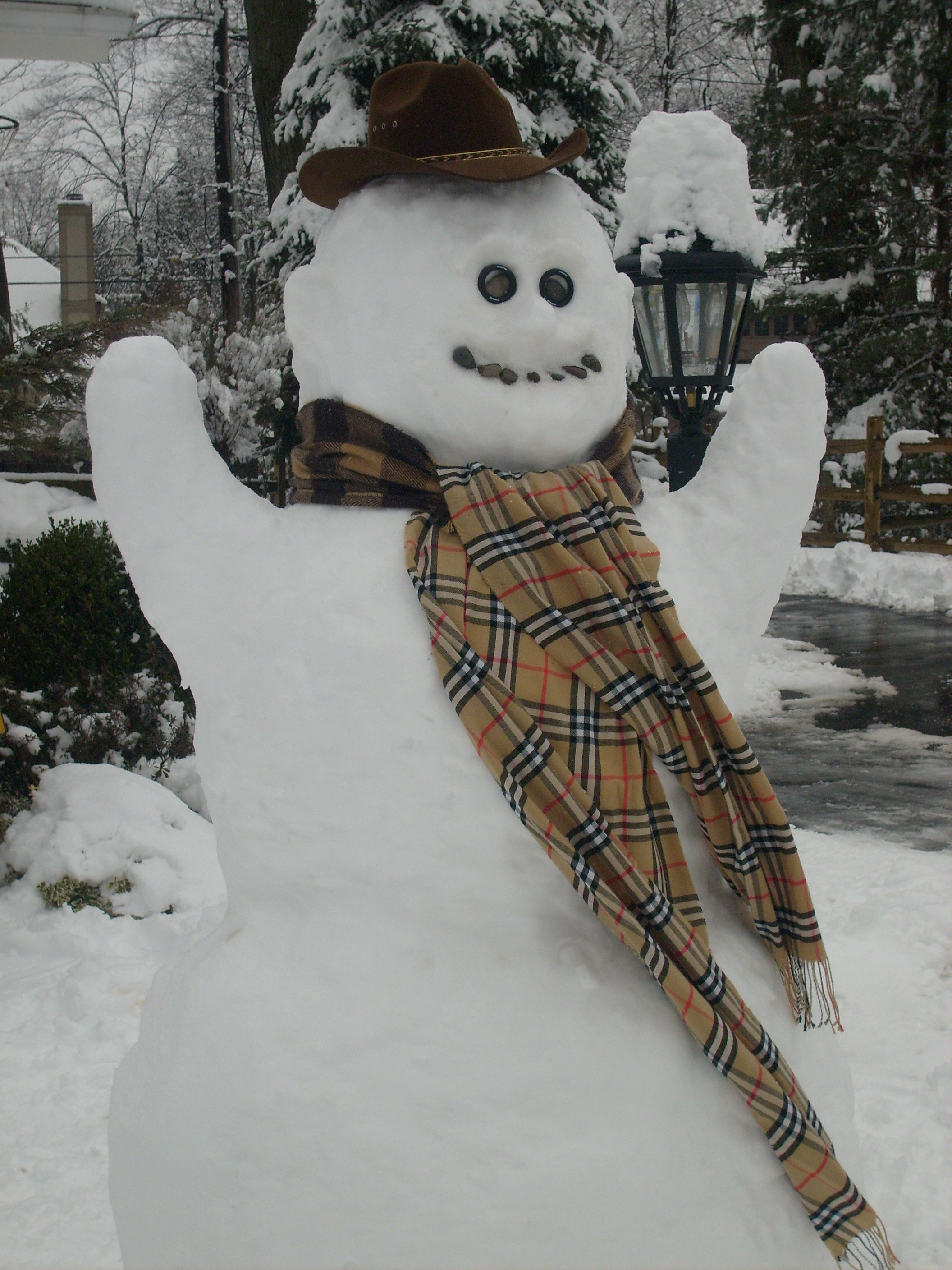
آدم‌برفی شال و کلاه کرده در تولیدو، اوهایو
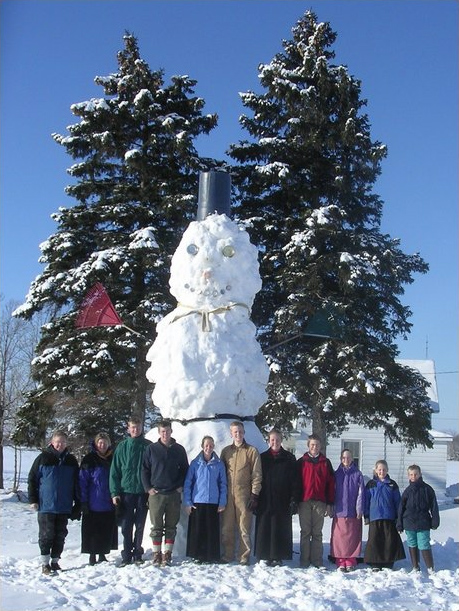
یک آدم‌برفی به ارتفاع ۵ متر
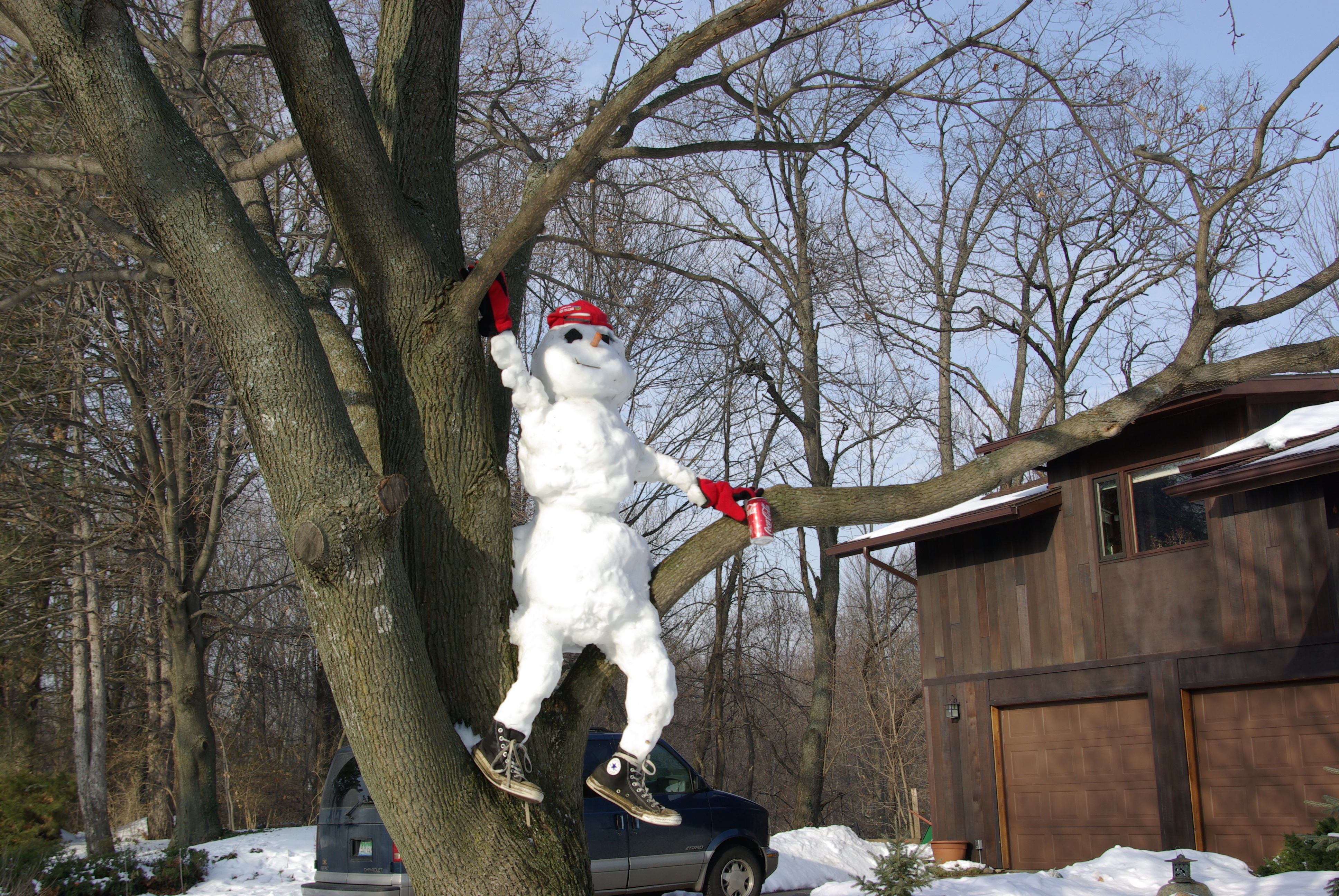
یک آدم‌برفی روی درخت
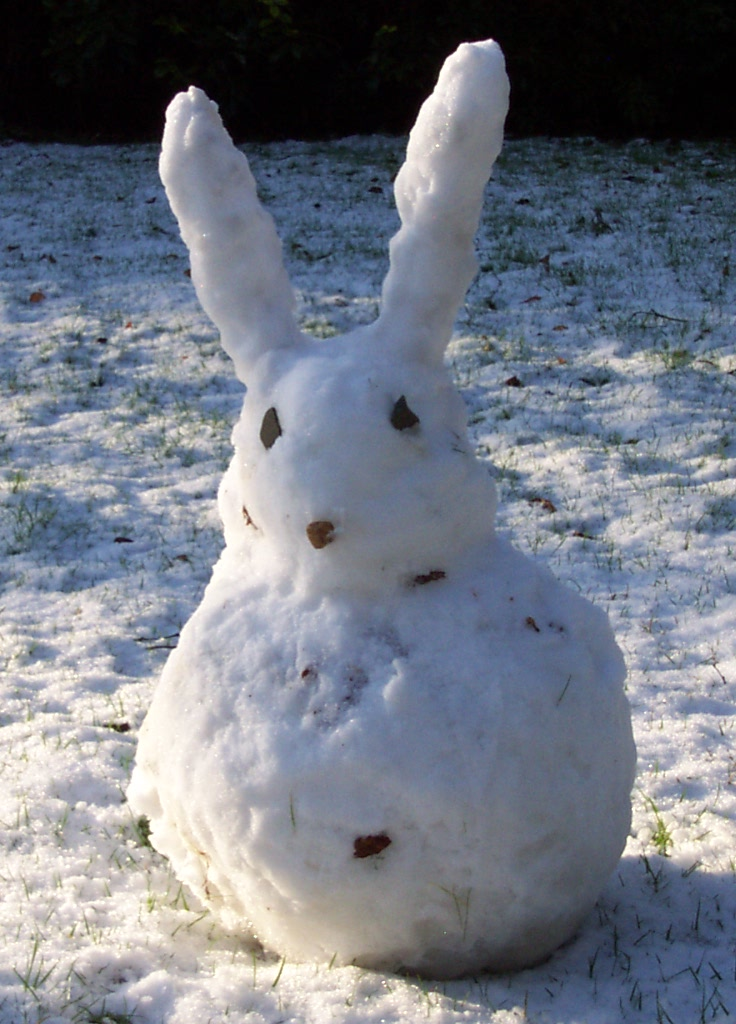
یک آدم‌برفی به شکل خرگوش
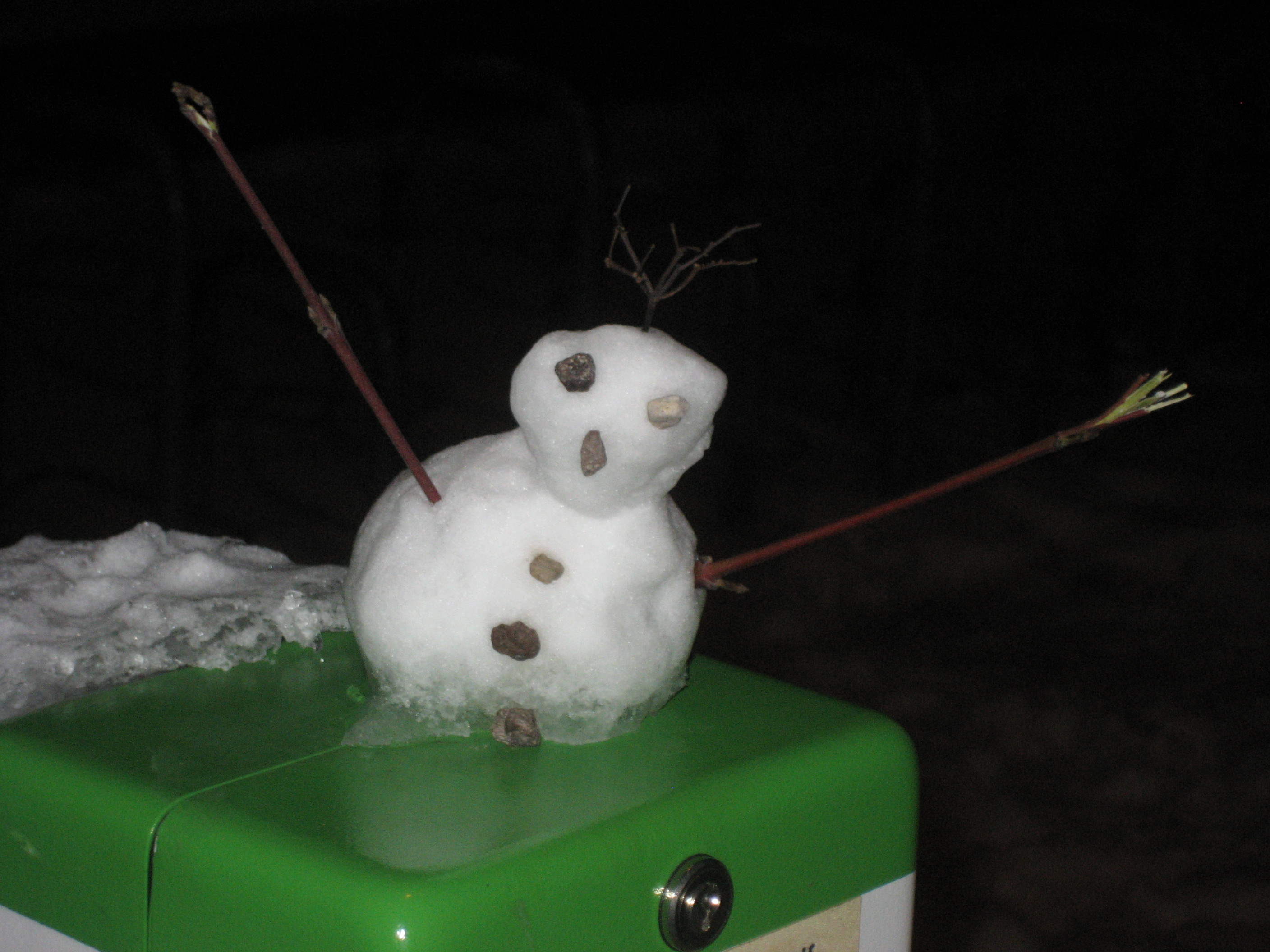
یک آدم‌برفی کوتوله
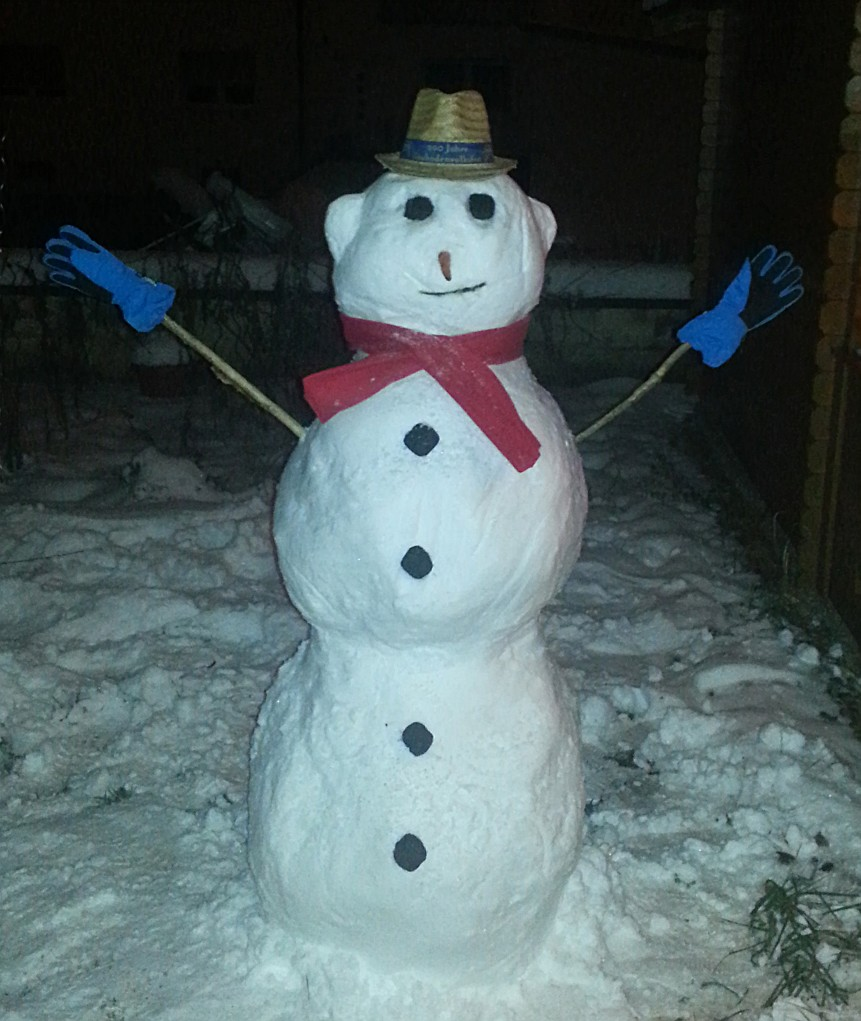
یک آدم‌برفی در آلمان